# Camille Georges Wermuth
Pour les articles homonymes, voir Wermuth.
Camille Georges Wermuth (1933-2015) est un pharmacien et chimiste français, spécialiste de la chimie médicinale. Il a été professeur à la faculté de pharmacie de Strasbourg. Le Professeur Wermuth est décédé le 22 septembre 2015, à l'âge de 82 ans.

## Biographie
Il a fait ses études à l'Université de Strasbourg où il a obtenu son PhD en chimie organique en 1964. Il a par la suite été professeur de chimie organique et de chimie médicinale dans cette même université.
Son influence dans le développement de la chimie médicinale et dans son implication dans de nombreux projets est largement reconnu par ses pairs.
Il a créé et dirigé pendant 27 ans l'unité de pharmacochimie moléculaire du CNRS qui aboutit à la découverte, le développement et la synthèse de la minaprine.
Il a également présidé la « section de chimie médicinale » de l'IUPAC de 1988 à 1992 et celle de « chimie et santé humaine » de 1998 à 2000.
Il est l'auteur de nombreuses publications scientifiques dans le domaine de la chimie organique et de la pharmacochimie ainsi que du livre The Practice of Medicinal Chemistry dont 4 éditions ont été tirées.

## Récompenses
- Prix Charles Mentzer de la Société Française de Chimie Thérapeutique en 1984
- Prix Léon-Velluz de l'Académie des sciences en 1995
- Prix de l'Ordre des pharmaciens de l'Académie de pharmacie en 1998
- Prix Carl Mannich de la German Pharmaceutical Society en 2000